# Dosa

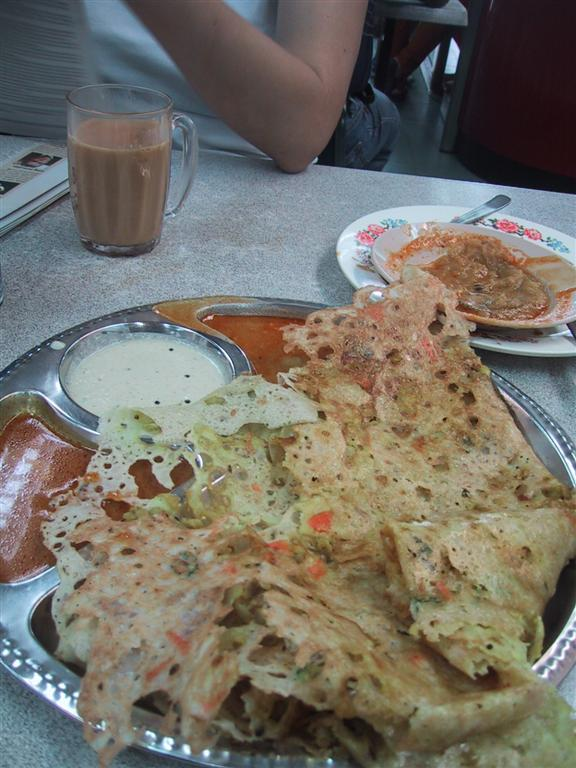
Masala dosa w stylu malezyjskim

Dosa (dosay w Karnatace, దోసె dosa w Andhra Pradesh, தோசை dosai w Tamilnadu, doshai w Kerali) – pochodzące z południowych Indii cienkie jak papier naleśniki wyrabiane z soczewicy (lub fasoli) i fermentowanej mąki ryżowej, smażone na płaskiej blaszce z dodatkiem ghi.
W Indiach najpopularniejszą wersję przygotowuje się ze sfermentowanego ciasta ryżowego z dodatkiem fasoli urad dal. Ze względu na ograniczoną dostępność tej odmiany w Europie, można przygotować analogiczny wyrób z pełnej mąki. Placki dosa podawane są w wielu różnych odmianach z wieloma dodatkami. Nadziane warzywami przyprawionymi curry zmieniają się w masala dosa – mocno pikantną przekąskę. Mogą być podawane również z różnymi czatnejami, na przykład czatnejem kokosowym.